# Doddanagara, Sakleshpur
Doddanagara là một làng thuộc tehsil Sakleshpur, huyện Hassan, bang Karnataka, Ấn Độ.